# Peykar
L'Organisation de lutte pour l'émancipation de la classe ouvrière (en persan : سازمان پیکار در راه آزادی طبقه کارگر, Sāzmān-e peykār dar rāh-e āzādī-e ṭabaqa-ye kārgar) ou Peykar, est un groupe dissident de l'Organisation des moudjahiddines du peuple iranien, officiellement fondé en 1975. Les membres qui le rejoignent[Quand ?] déclarent qu'ils ne s'identifient plus comme musulmans, mais qu'ils croient seulement au marxisme-léninisme. Le groupe est considéré comme « le plus extrême » des groupes communistes iraniens actifs à l'époque. Ils entament un conflit avec d'autres membres de l'OMPI qui refusent de les rejoindre — au motif qu'ils croient toujours en l'islam — et essaient de purger le groupe afin de le rendre purement marxiste. Après la révolution iranienne, Peykar est réprimé, ses membres emprisonnés ou exécutés, et son activité prend fin au début des années 1980.

## Histoire
En 1973, certains membres de l'OMPI tentent de faire passer l'organisation d'une idéologie islamique à marxiste-léniniste. Cela aboutit à la scission en  deux partis moudjahiddines rivaux, dont l'un devient la faction marxiste du Peykar,. De 1975 à 1979, Peykar est connu sous le nom de « Moudjahiddines marxistes », avant de prendre le nom de « Bakhsh-e Marksisti-Leninisti-ye Sazeman-e Mojahedin-e Khalq-e Iran » en 1978. Après la révolution iranienne de 1979, le groupe adopte le nom de « Sazman-i Paykar dar Rah-i Azad-i Tabaqeh-i Kargar » (« Organisation combattante de la voie de la libération de la classe ouvrière »), également connu sous le nom de Peykar (ou Paykar),.
Selon l'auteur iranien Parvin Paidar, la scission entre les deux groupes renforce l'identité islamique de l'OMPI. Le factionalisme interne, ainsi que la suppression du gouvernement iranien, ont conduit à la dissolution de Peykar.

## Membres importants du groupe
- Jalil Ahmadian[9]
- Morteza Aladpoush[9]
- Ebrahim Avakhni[9]
- Masoud Esmaeilkhani[9]
- Fathollah Khamenei[10]
- Mehdi Khosrowshahi[10]
- Mohammad Khansari[10]
- Hossein Qazi[10]
- Hassan Rahi[10]
- Mohammad Rahmani[10]
- Mojtaba Taleqani[11]
- Vahid Afrakhteh[9]
- Kazem Shafiiha[12]
- Mohammad Shafiih[13]
- Taghi Shahram[12]
- Alireza Tashayod[12]
- Alireza Zomorrodian[12]
- Hossein Ahmadi-Rouhani[4]